# Giorgos Koniarakis
Giorgos Koniarakis (griechisch Γιώργος Κονιαράκης; * 7. Februar 1999) ist ein zyprischer Leichtathlet, der sich auf den Diskuswurf spezialisiert hat, aber auch im Kugelstoßen an den Start geht.

## Sportliche Laufbahn
Erste internationale Erfahrungen sammelte Giorgos Koniarakis im Jahr 2015, als er bei den Jugendweltmeisterschaften in Cali mit einer Weite von 54,22 m in der Qualifikationsrunde ausschied. Anschließend gewann er beim Europäischen Olympischen Jugendfestival (EYOF) in Tiflis mit 56,13 m die Silbermedaille, ehe er bei den Commonwealth Youth Games in Apia mit 52,41 m den sechsten Platz belegte. Im Jahr darauf siegte er bei den U18-Balkan-Meisterschaften in Kruševac mit 61,34 m mit dem leichteren 1,5-kg-Diskus, ehe er auch bei den erstmals ausgetragenen Jugendeuropameisterschaften in Tiflis mit 62,16 m die Goldmedaille gewann. Daraufhin verpasste er bei den U20-Weltmeisterschaften in Bydgoszcz mit 51,70 m den Finaleinzug mit dem 1,75-kg-Diskus. 2017 gewann er bei den U20-Balkan-Meisterschaften in Pitești mit 57,10 m die Silbermedaille, ehe er bei den U20-Europameisterschaften in Grosseto mit 55,87 m den siebten Platz belegte. Im Jahr darauf belegte er bei den U20-Balkan-Hallenmeisterschaften in Sofia mit 18,04 m den vierten Platz im Kugelstoßen und im Juni siegte er mit 58,56 m bei den U23-Mittelmeer-Meisterschaften in Jesolo im Diskuswurf. Kurz darauf siegte er bei den U20-Balkan-Meisterschaften in Istanbul mit 61,83 m, ehe er bei den U20-Weltmeisterschaften in Tampere mit 58,04 m auf den siebten Platz gelangte. 2019 belegte er bei den Spielen der kleinen Staaten von Europa (GSSE) in Bar mit 53,55 m den fünften Platz und anschließend gelangte er bei den U23-Europameisterschaften in Gävle mit 52,93 m auf den zwölften Platz.
2021 wurde er bei den U23-Europameisterschaften in Tallinn mit 56,01 m Neunter und 2023 gewann er bei den GSSE in Marsa mit 56,44 m die Bronzemedaille hinter dem Montenegriner Danijel Furtula und Bob Bertemes aus Luxemburg. Anschließend wurde er bei der 2. Liga der Team-Europameisterschaft im Rahmen der Europaspiele in Chorzów mit 55,57 m Zehnter, ehe er bei den Balkan-Meisterschaften in Kraljevo mit 60,12 m die Bronzemedaille hinter dem Kroaten Martin Marković und seinem Landsmann Apostolos Parellis gewann. Daraufhin belegte er bei den World University Games in Chengdu mit 55,75 m den siebten Platz. Im Jahr darauf belegte er bei den Balkan-Meisterschaften in Izmir mit 58,46 m den vierten Platz.
In den Jahren 2018, 2019 und 2022 wurde Koniarakis zyprischer Meister im Kugelstoßen.

## Persönliche Bestleistungen
- Kugelstoßen: 17,01 m, 25. Juni 2022 in Limassol
- Diskuswurf: 62,30 m, 19. April 2024 in Limassol